# Бёлинг, Фемке
Фемке Бёлинг нидерл. Femke Beuling; род. 20 декабря 1999 года, Нидерланды) — нидерландская конькобежка и велогонщица; 3-кратная чемпионка мира среди юниоров, рекордсменка мира среди юниоров, серебряный призёр чемпионата Нидерландов в конькобежном спорте. Выступала за команду "Team IKO". В велогонках выступает за команду "VolkerWessels".

## Биография
Фемке Бёлинг родилась в семье фермеров и выросла в Эммелорде, где в раннем детстве недолго занималась лёгкой атлетикой вместе со своей сестрой и футболом, но во время своего первого катания на коньках в 10 лет поняла, что хочет заниматься именно этим. В детстве Фемке часто смотрела телевизор и мечтала однажды соревноваться со своим кумиром Ирен Вюст. Она начала заниматься профессионально в Херенвене в возрасте 10-ти лет, а участвовать в соревнованиях по конькобежному спорту в возрасте 11 лет и успешно выступала среди девочек в своих категориях.
В 2015 году она выиграла многоборье на чемпионате страны среди юниоров, а через год заняла 3-е место. В сезоне 2017 году выиграла национальный чемпионат Нидерландов среди юниоров в спринте. В 2016 году она выиграла юниорский чемпионат в многоборье и была принята в команду Воутера ван дер Плоэга "Gewest Fryslan". В сезоне 2017/18 дебютировала на юниорском Кубке мира, где сразу взяла по два золото в командном спринте и в забеге на 500 м. В марте 2018 года на дебютном чемпионате мира среди юниоров в Солт-Лейк-Сити завоевала золотую медаль в командном спринте.
В сезоне 2018/2019 после успешного прошлого сезона Фемке выступала уже в составе национальной сборной на Кубке мира и дважды выигрывала бронзовую медаль в командном спринте. В феврале 2019 года выиграла финал Кубка мира среди юниоров на дистанции 500 м. Тогда же выиграла золотые медали в беге на 500 м и в командном спринте на чемпионате мира среди юниоров в Базельга-де-Пине. В апреле 2019 года она подписала двухлетний контракт с командой Мартина и Эрвина тен Хоув "Team IKO".
Во время второй тренировки в команде она сильно упала, сломала челюсть и потеряла несколько зубов. Хотя неделю спустя она снова смогла заниматься спортом, но восстановление проходило долго. В сезоне 2019/20 Фемке выступала неоднозначно, заняв 4-е место на чемпионате Нидерландов на дистанции 500 м и 3-е место в забеге на 1000 м на всемирных Университетских играх. В следующем сезоне из-за пандемии коронавируса практически не участвовала в соревнованиях, к тому же травма ноги сильно её беспокоила и в 2022 году она решила оставить конькобежный спорт и перешла в велогонщики. Она и раньше большую часть тренировок проводила на велосипеде и роликовых коньках, поэтому переход дался легко.

### Велоспорт
Фемке заключила контракт с профессиональной американской велокомандой ""EF Education-TIBCO-SVB"" в апреле 2023 года, после того, как прошлым летом узнала, насколько серьёзной была травма стопы. Поэтому сосредоточилась на велоспорте. В том сезоне она участвовала в гонках в Нидерландах и в четырёх заездах одержала две победы и ещё дважды поднималась на подиум. Как и в конькобежном спорте она участвует в велогонках в спринте. С сезона 2024/25 выступает за голландскую континентальную команду "VolkerWessels". В октябре 2024 года она участвовала в чемпионате Нидерландов по велоспорту среди клубов в Дронтене и заняла с командой 3-е место.

## Личная жизнь и семья
Фемке Бёлинг окончила Гронингенский университет в степени бакалавра в области медицины. С 2023 года она встречается с велогонщицей Зои Бакстедт, с которой в прошлом году они были товарищами по команде "EF Education-TIBCO-SVB", но теперь они не будут выступать вместе в одной команде. Фемке в настоящее время проживает в Херенвене вместе со своей сестрой-близнецом Рианне, которая занималась лёгкой атлетикой на национальном уровне. Её родители Дирк и Рина Бёлинг вместе со своим сыном Арьяном владеют пахотными землями площадью 115 гектаров в общине Нордостполдер. Брат Арьян также играл в футбол.